# 圭萨
圭萨（西班牙語：Güesa）是西班牙纳瓦拉的一个市镇。总面积27平方公里，总人口72人（2001年），人口密度3人/平方公里。